# Ferrade

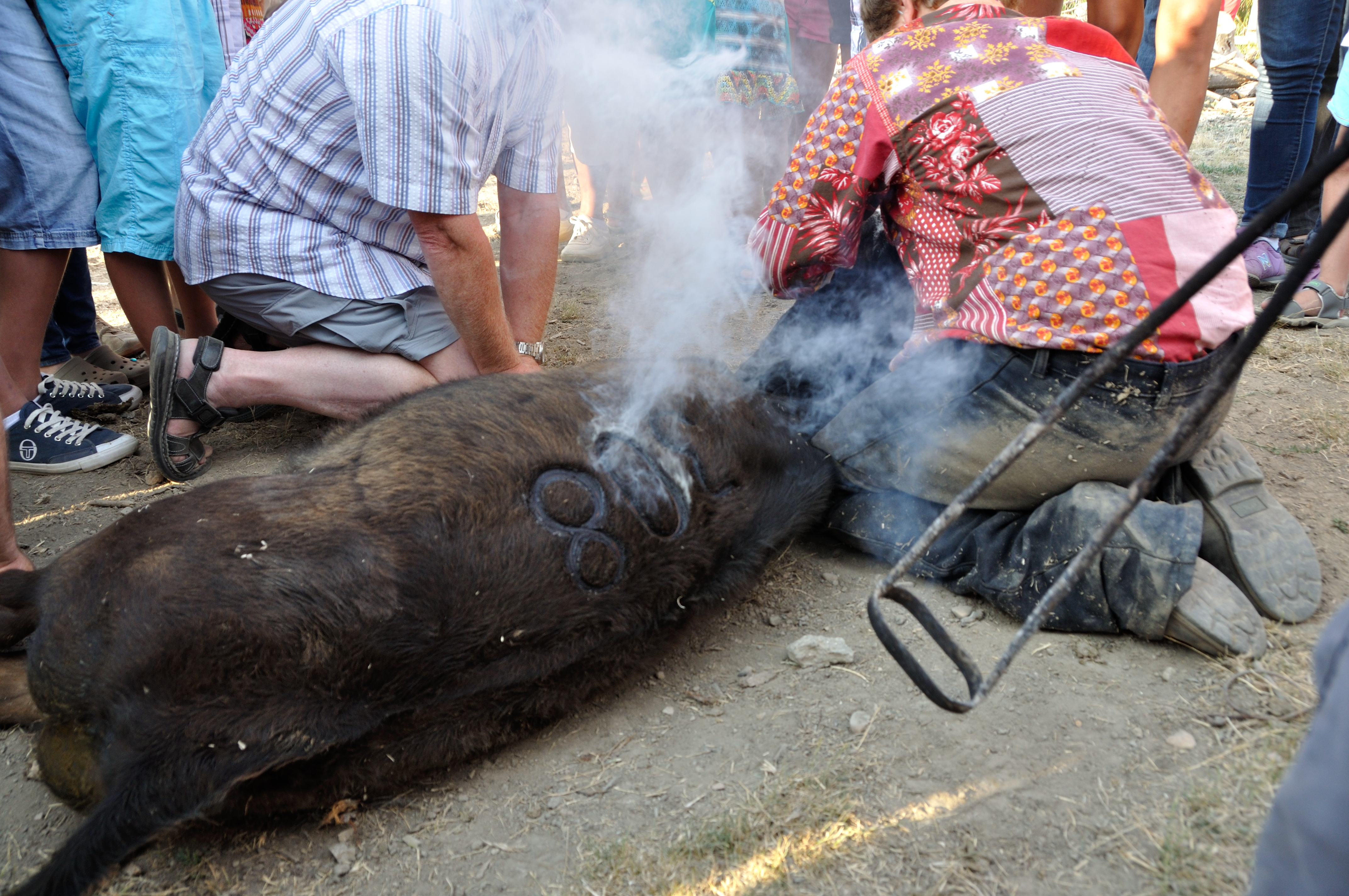
Marquage au fer d'un jeune taureau Camargue

Une ferrade est l'action de marquer au fer rouge les taureaux ou les chevaux, spécialement en Camargue et en Petite Camargue. 

## Marque au fer rouge
Le but est de marquer des jeunes bêtes d'un an au fer rouge afin de les rattacher à une manade. Ce marquage se fait la fin du printemps. Outre ses gardians, le manadier y convie ses amis, et c’est l'occasion d'une fête. Après que les anoubles ont été séparés du troupeau et conduit au galop vers le lieu du marquage, un gardian, d'un coup de trident sur la hanche, fait tomber l'animal qui est alors bloqué par les invités. L'anouble est alors escoussuré, entailles faites sur les oreilles, puis marqué au fer rouge sur la cuisse avec la marque de son propriétaire.

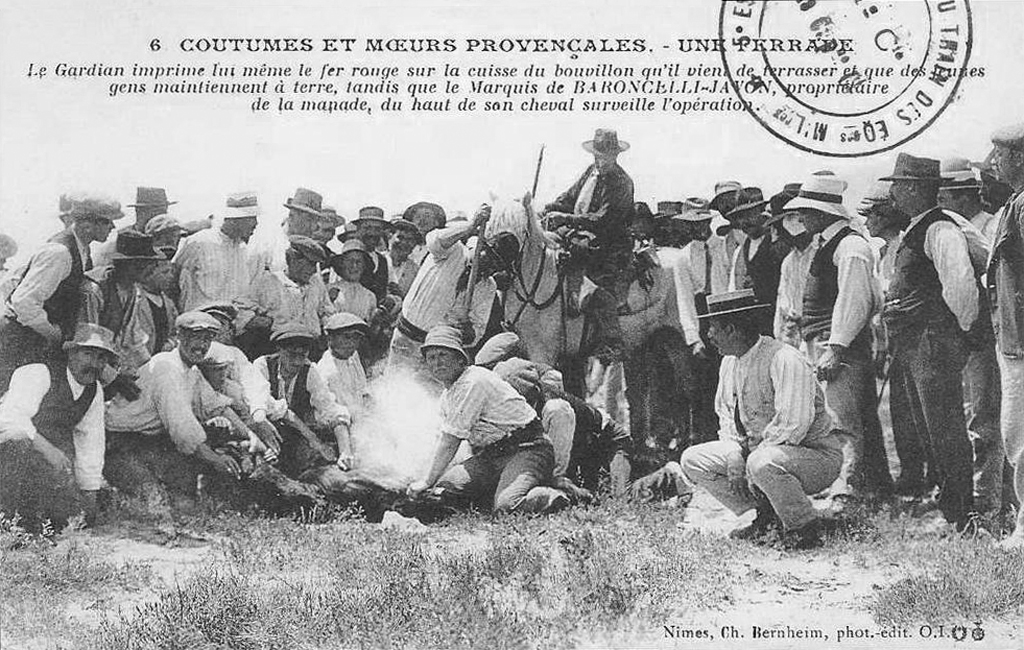
Ferrade aux Saintes-Maries-de-la-Mer
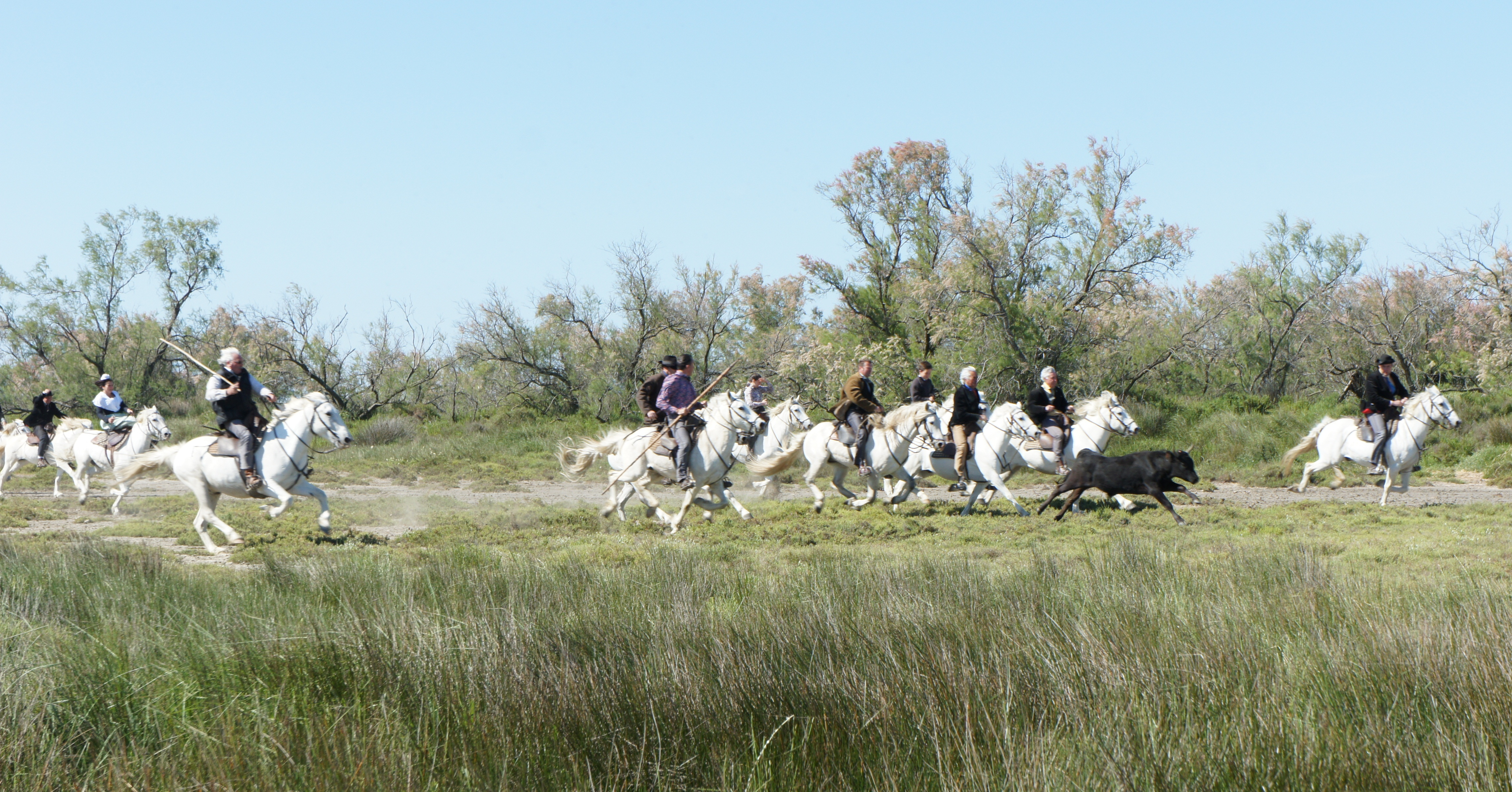
Ferrade au mas de l'Amarée
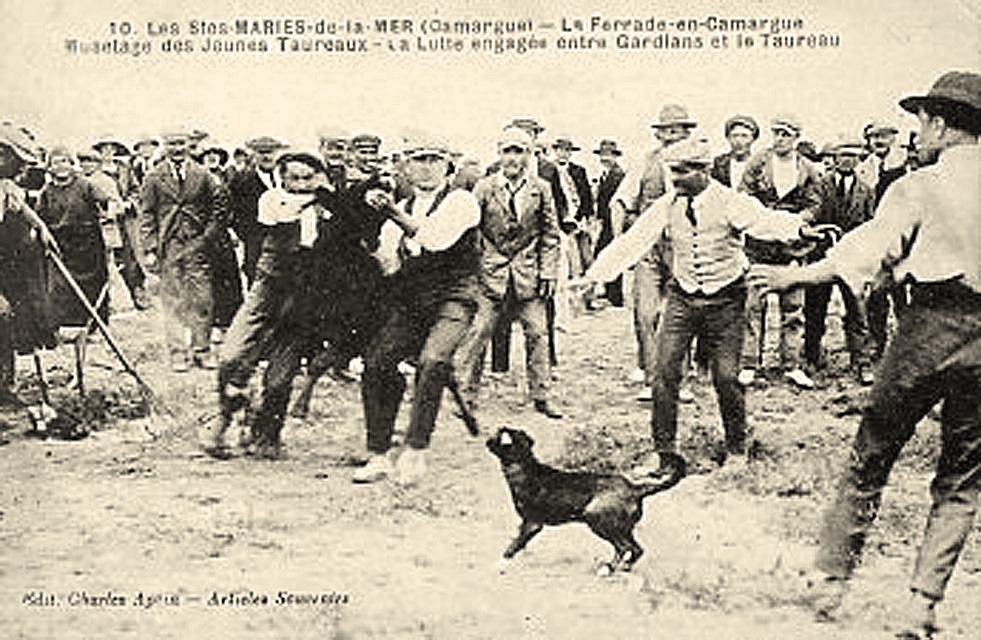
Saisie de l'anouble
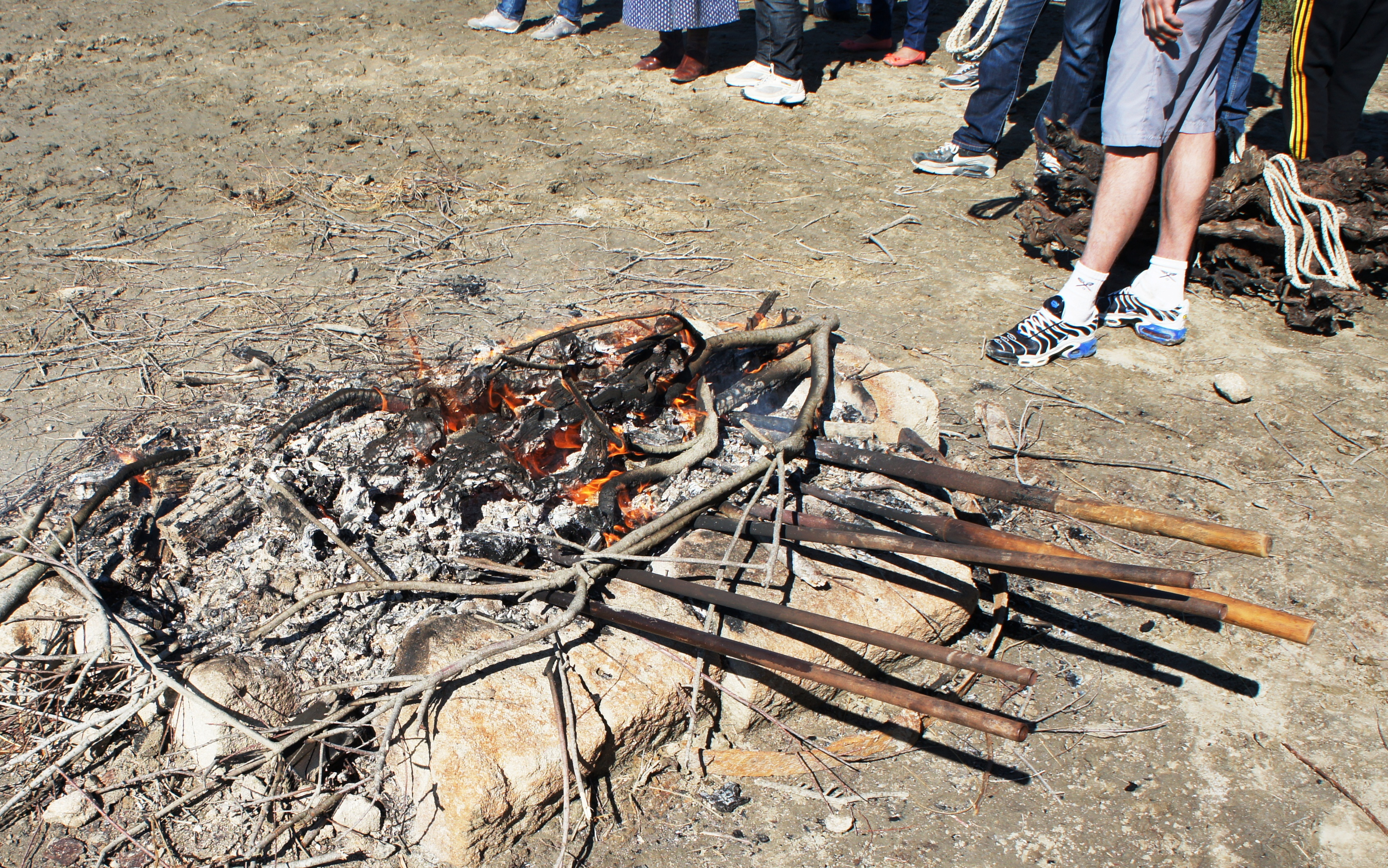
Feu pour rougir le fer